# Wijken en buurten in Gennep
De Nederlandse gemeente Gennep is voor statistische doeleinden onderverdeeld in wijken en buurten. De gemeente is verdeeld in de volgende statistische wijken:
- Wijk 00 Milsbeek (CBS-wijkcode:090700)
- Wijk 01 Ottersum (CBS-wijkcode:090701)
- Wijk 02 Ven-Zelderheide (CBS-wijkcode:090702)
- Wijk 03 Gennep (CBS-wijkcode:090703)
- Wijk 04 Heijen (CBS-wijkcode:090704)

Een statistische wijk kan bestaan uit meerdere buurten. Onderstaande tabel geeft de buurtindeling met kentallen volgens het Centraal Bureau voor de Statistiek (2008):
| CBS-buurtcode | Buurtnaam               | Inwonertal | Opp. totaal (ha) | Opp. land (ha) | Ligging                |
| ------------- | ----------------------- | ---------- | ---------------- | -------------- | ---------------------- |
| BU09070000    | Milsbeek                | 2040       | 110              | 110            | Locatie in de gemeente |
| BU09070001    | Sprokkelveld            | 370        | 48               | 48             | Locatie in de gemeente |
| BU09070009    | Bloemenstraat-Zwarteweg | 290        | 694              | 675            | Locatie in de gemeente |
| BU09070100    | Ottersum                | 1580       | 54               | 53             | Locatie in de gemeente |
| BU09070108    | Aaldonk-Violenberg      | 320        | 695              | 666            | Locatie in de gemeente |
| BU09070109    | Looierheide             | 410        | 467              | 457            | Locatie in de gemeente |
| BU09070200    | Ven-Zelderheide         | 600        | 69               | 69             | Locatie in de gemeente |
| BU09070209    | Langehorst-Zelder       | 170        | 635              | 605            | Locatie in de gemeente |
| BU09070300    | Oude Stadskern          | 610        | 12               | 12             | Locatie in de gemeente |
| BU09070301    | Noord                   | 500        | 98               | 96             | Locatie in de gemeente |
| BU09070302    | Midden                  | 4300       | 127              | 126            | Locatie in de gemeente |
| BU09070303    | Zuid                    | 3550       | 150              | 150            | Locatie in de gemeente |
| BU09070309    | Panoven-Maaskemp        | 60         | 325              | 293            | Locatie in de gemeente |
| BU09070400    | Heijen                  | 1610       | 189              | 153            | Locatie in de gemeente |
| BU09070408    | Heijensebos             | 110        | 554              | 507            | Locatie in de gemeente |
| BU09070409    | Diekendaal-Nieuwerf     | 350        | 813              | 769            | Locatie in de gemeente |